# Portrayal of Guilt
Portrayal of Guilt est un groupe américain de black metal, originaire d'Austin, au Texas. Il est formé par le guitariste/chanteur Matt King, le bassiste Blake Given et le batteur James Beveridge.

## Histoire
Portrayal of Guilt est formé lorsque le guitariste et chanteur Matt King et le batteur James Beveridge — membres du groupe hardcore d'Austin Illustrations — s'associent au bassiste Blake Given du groupe de screamo Lyed (d'Austin). Le trio sort son EP éponyme en mai 2017, et effectue de nombreuses tournées à travers les États-Unis et l'Europe avec Centuries, Majority Rule, Planning for Burial, Street Sects, et Slow Fire Pistol.
En mars 2018, ils sortent un split EP avec le groupe de hardcore industriel Street Sects, avec lequel ils avaient déjà tourné, qui est acclamé par la critique,. Ce même mois, Deathwish Inc. réédite son vinyle éponyme. En juillet 2018, juste avant d'entamer une tournée américaine complète avec les piliers français du post-hardcore Birds in Row, le groupe sort un single contenant la chanson Chamber of Misery (Pt. 1) comme début d'une campagne pour soutenir leur premier album studio,. Le nom de l'album, Let Pain Be Your Guide, est annoncé le 6 septembre de la même année, ainsi que la première du single A Burden. Le 1er octobre, ils sortent le deuxième single de l'album, Your War, avec le chant de Dylan Walker de Full Hell. Le 24 octobre 2018, ils sortent le dernier single de l'album, Among Friends. Le 12 novembre 2018, l'album studio est disponible à l'écoute sur le site de NPR. L'album comporte des illustrations de Chris Taylor de Pg. 99 et Pygmy Lush, ainsi que des voix supplémentaires de Maha Shami de NØ MAN et Matt Michel de Majority Rule. Le 18 novembre 2018, Let Pain Be Your Guide est publié dans son intégralité, largement acclamé par la critique,,.
En février 2019, Portrayal of Guilt est présenté dans le Washington Post, aux côtés de ses contemporains Vein et Infant Island, comme apportant une « nouvelle vie » au screamo.
En 2019, Portrayal of Guilt poursuit sa tournée pour promouvoir son album, ouvrant pour Pg. 99, Majority Rule, The HIRS Collective et Wrong. Ils sont également la tête d'affiche d'une tournée américaine complète avec Fluoride, NØ MAN et Stay Asleep. En février 2019, il est annoncé que le groupe ouvrirait pour Skeletonwitch sur un certain nombre de dates à travers le sud des États-Unis.
Lorsque la pandémie de Covid-19 met un terme à leur tournée en mars 2020, le groupe retourne à Austin et commence à travailler sur son deuxième LP, We Are Always Alone L'album comprend neuf titres enregistrés avec le producteur Phillip Odom et masterisés par Will Yip. Les performances vocales de Matt Michel et Chris Taylor de Majorityrule et Pg. 99 apparaissent respectivement sur Garden of Despair et The Second Coming. Le 29 janvier 2021, l'album sort sur Closed Casket Activities, un label métal basé à Troy, New York.

## Style musical
Le style musical de Portrayal of Guilt est qualifié de screamo dès la création du groupe, qui s'inspire ouvertement de groupes plus anciens du genre comme Pg.99 et City of Caterpillar - et fait même appel à Matt Michel, le leader de Majority Rule, pour enregistrer, mixer et produire leur premier album, Let Pain Be Your Guide. Le groupe est comparé aux groupes Converge et Oathbreaker, et qualifié de « blackened screamo ».

## Discographie

### Albums studio
- 2018 : Let Pain Be Your Guide
- 2021 : We Are Always Alone
- 2021 : Christfucker
- 2023 : Devil Music

### EP
- 2017 : S/T
- 2018 : Portrayal of Guilt/Street Sects
- 2019 : Split with Street Sects
- 2020 : Portrayal of Guilt / Slow Fire Pistol Split